# Soh Kwang-sup
Soh Kwang-Sup (* Juli 1945 in Iksan; † 10. November 2021 ebenda) war ein südkoreanischer Physiker.

## Leben und Laufbahn
Soh wurde im Juli 1945 in Iksan als ältester von vier Brüdern und drei Schwestern geboren. Er studierte an Seoul National University (SNU) und erhielt dort 1968 den BSc. 1974 wurde er an der Brown University mit einer Dissertation über Hochenergiephysik promoviert. Anschließend arbeitete er etwa zwei Jahre an der Cornell University. Die folgenden drei Jahre war er Mitglied der südkoreanischen Agentur für Verteidigungsentwicklung (Agency for Defense Development). Von 1997 bis 1999 war er Vorsitzender der Abteilung für Elementarteilchenphysik der koreanischen Physikalischen Gesellschaft.
Von 1979 bis 2011 war Soh Professor im Department of Physics and Astronomy den SNU, wo er das Biomedizinische Physiklabor leitete.
Zunächst arbeitete auf dem Feld der Großen vereinheitlichten Theorie der Elementarteilchenphysik. Gegen Ende der 1980er Jahre wandte er sich Fragen der Quantengravitation und Kosmologie zu und in den 1990er Jahren arbeitete er über nichtlineare Systeme.
Ab dem Jahr 2000 wandte er sich der Untersuchung des von Kim Bong-han postulierten Primo-Gefäßsystems (PVS) zu. Er war ab März 2001 Direktor des Nano Primo Research Center der SNU. Soh war Chefredakteur des im Elsevier-Verlag erscheinenden Journal of Acupuncture and Meridian Studies.
Soh starb am 10. November 2021 im Alter von 76 Jahren im Universitätskrankenhaus in Iksan.

## Auszeichnungen
Er wurde mehrfach ausgezeichnet:
- „Science and Technology Medal of Merit“ im Jahre 2003
- „Meritorious Activitly Prize“ im Jahre 2005
- „Award for the Acupuncture Meridian Studies“ in den Jahren 2008 und 2009[4]

## Veröffentlichungen (Auswahl)
- Grand Unification Theory. Mineum-sa, 1985 (koreanisch).
- Soh Kwang-Sup, Kang Kyung A., David K. Harrison: The primo vascular system: its role in cancer and regeneration. International Symposium on Primo Vascular System. Springer, 2012.
- INSPIRE listet gut 80 Publikationen auf den Gebieten von Teilchenphysik und Kosmologie.[6] Zum PVS veröffentlichte er über 100 Beiträge.[7]